# Moreno de Bravo
Moreno de Bravo är en ort i Mexiko.   Den ligger i kommunen Ecuandureo och delstaten Michoacán de Ocampo, i den centrala delen av landet, 300 km väster om huvudstaden Mexico City. Moreno de Bravo ligger 1 862 meter över havet och antalet invånare är 291.
Terrängen runt Moreno de Bravo är varierad, och sluttar västerut. Runt Moreno de Bravo är det ganska tätbefolkat, med 58 invånare per kvadratkilometer. Närmaste större samhälle är Zamora, 17,0 km sydväst om Moreno de Bravo. I omgivningarna runt Moreno de Bravo växer huvudsakligen savannskog.